# Citron de Provence
Gonepteryx cleopatra
Espèce
Le Citron de Provence (Gonepteryx cleopatra) est une espèce de lépidoptères (papillons) de la famille des Pieridae et de la sous-famille des Coliadinae.

## Systématique
L'espèce Gonepteryx cleopatra a été décrite par le naturaliste suédois Carl von Linné en 1767.
Synonyme: Gonepteryx europaea Verity, 1913[réf. nécessaire]

### Sous-espèces

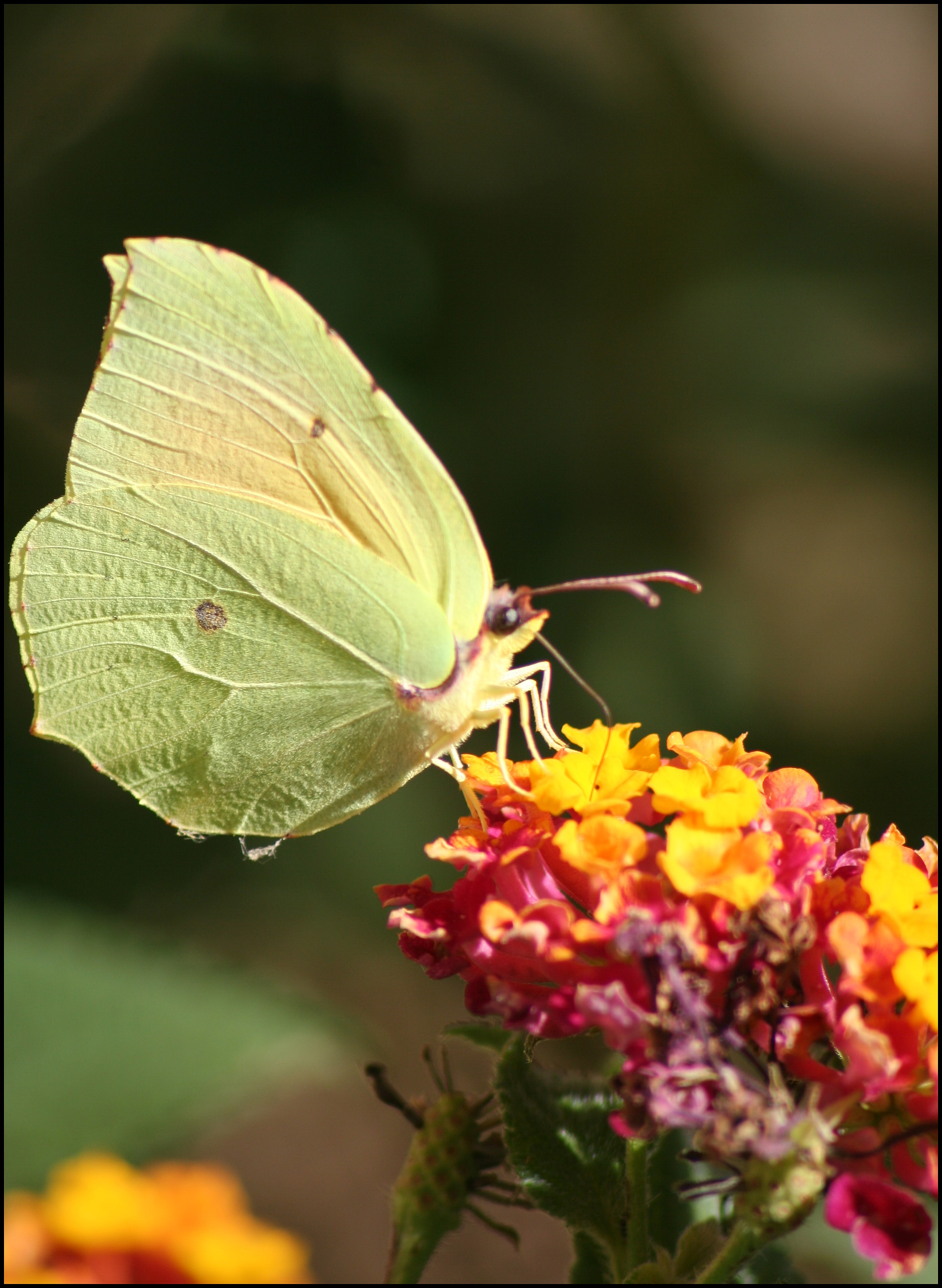
Mâle. La plage orangée du recto transparaît au verso

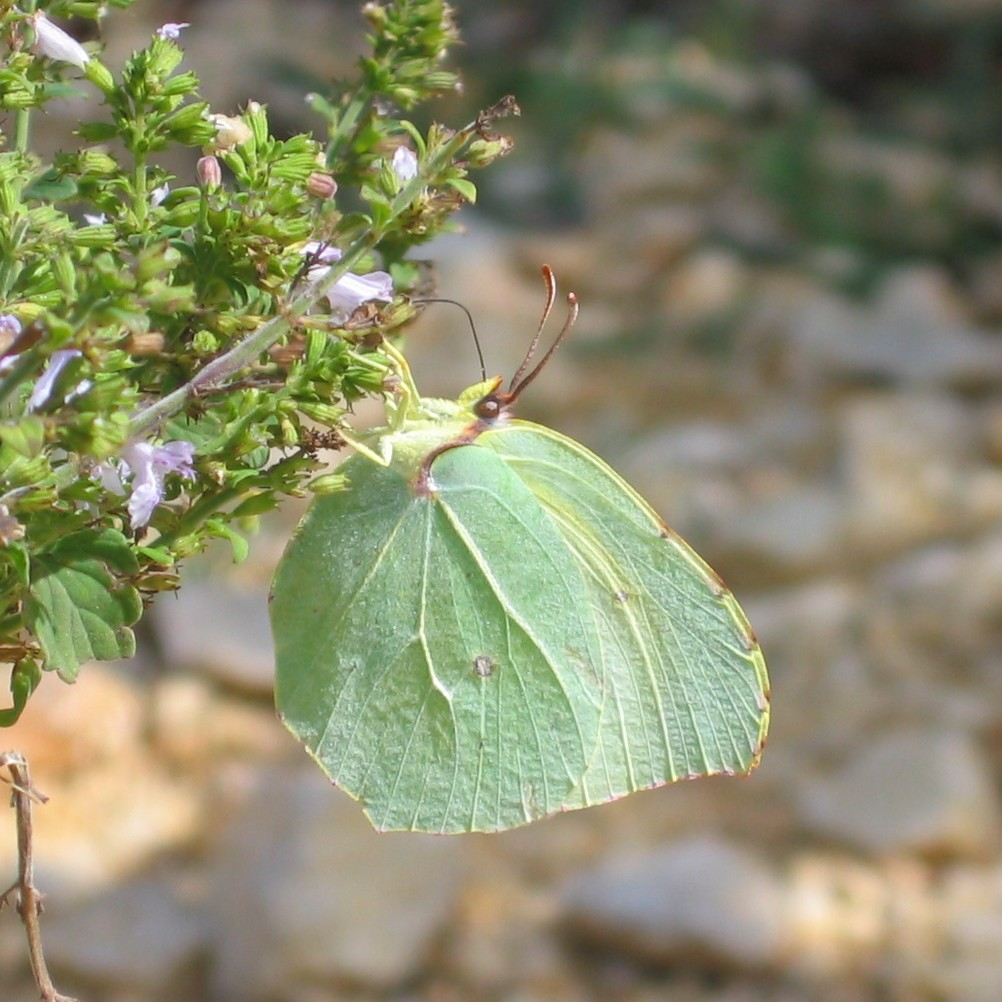
Femelle

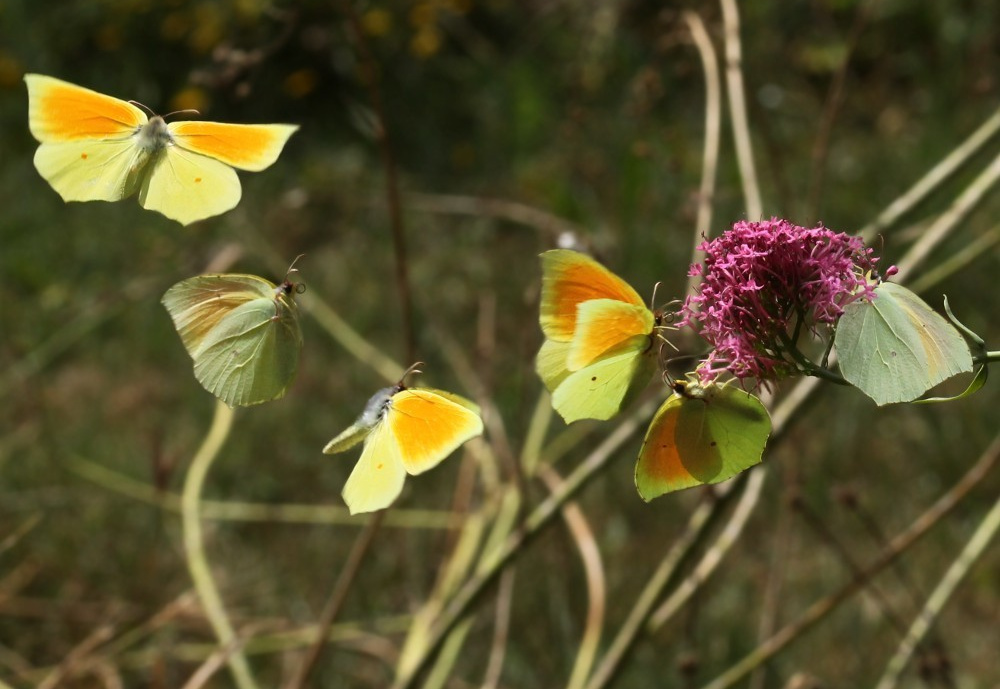
Vol du Citron de Provence vers un centranthe rouge (photo-montage)

- Gonepteryx cleopatra cleopatra (Linnaeus, 1767) en Espagne, Sicile et Afrique du Nord
- Gonepteryx cleopatra balearica (Bubacek, 1920) aux îles Baléares
- Gonepteryx cleopatra italica (Gerhardt, 1882) en Italie (et Sardaigne), France (et Corse)
- Gonepteryx cleopatra dalmatica (Verity, 1908) dans l'ouest des Balkans
- Gonepteryx cleopatra citrina (Sheljuzhko, 1925) dans le sud de la Grèce
- Gonepteryx cleopatra insularis (Verity, 1909) en Crète
- Gonepteryx cleopatra fiorii (Turati et Fiori, 1930) à Rhodes.
- Gonepteryx cleopatra palmata (Turati, 1921) en Libye
- Gonepteryx cleopatra petronella (De Freina, 1977) à Ibiza.
- Gonepteryx cleopatra taurica (Staudinger, 1881) en Turquie (Anatolie), Syrie, Jordanie, Israël et à Chypre[1].

et par ailleurs:
- Gonepteryx cleopatra cleobule Hübner, 1825.
- Gonepteryx cleopatra maderensis C. & R. Felder, 1862.
- Gonepteryx cleopatra palmae Stamm, 1963.

## Noms vernaculaires
- en français : le Citron de Provence
- en anglais : Cleopatra ou Cleopatra butterfly
- en allemand : Kleopatra-Falter ou Mittelmeer-Zitronenfalter
- en néerlandais : Cleopatra

## Description

### Imago
Le Citron de Provence a une envergure variable, de 25 à 30 mm, des ailes découpées en forme de feuille, jaune citron chez le mâle, jaune clair tirant sur le verdâtre chez la femelle.
Un point discoïdal brun marque chaque aile sur le revers, alors que c'est un point rouge sur le recto.

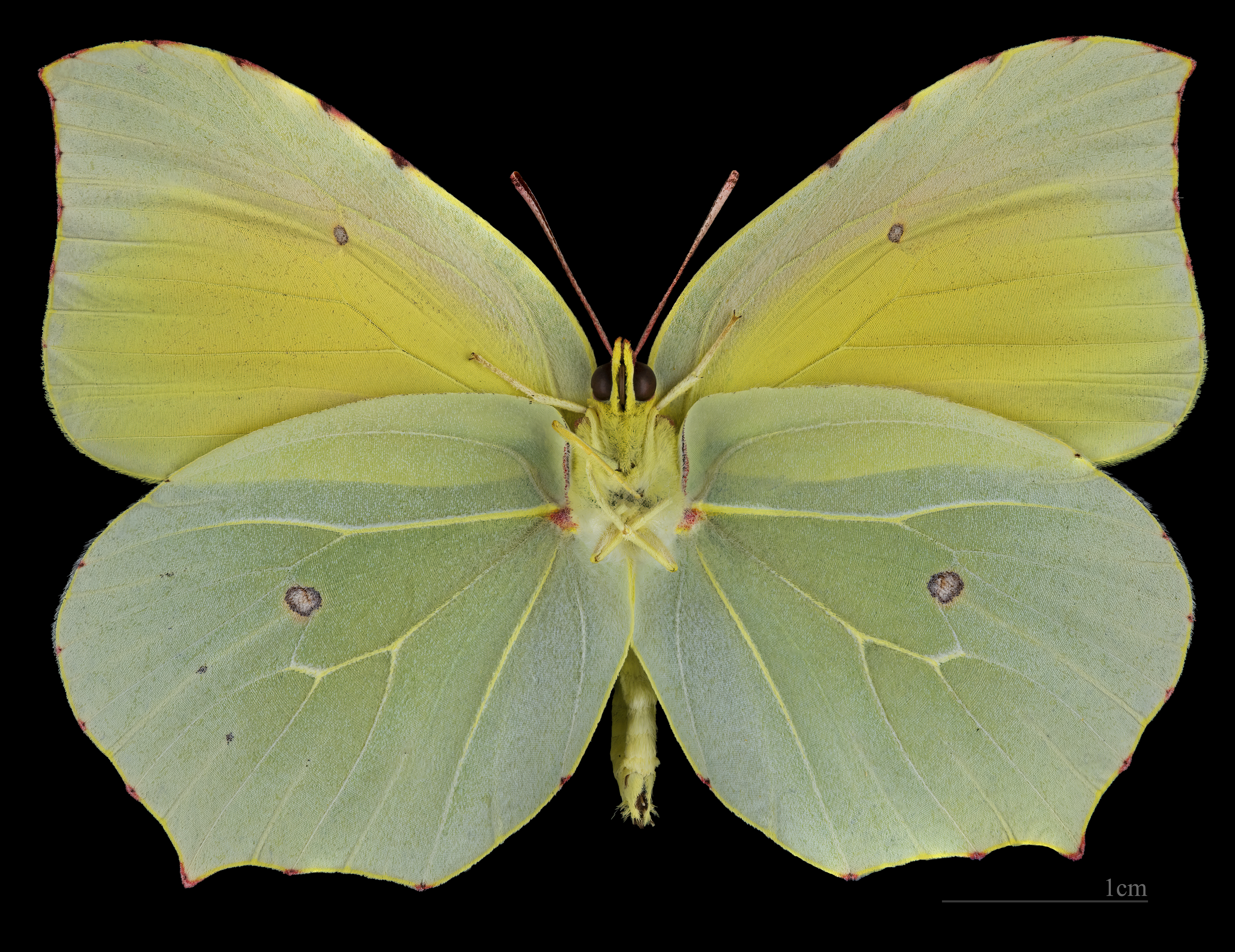
Gonepteryx cleopatra ♂ MHNT
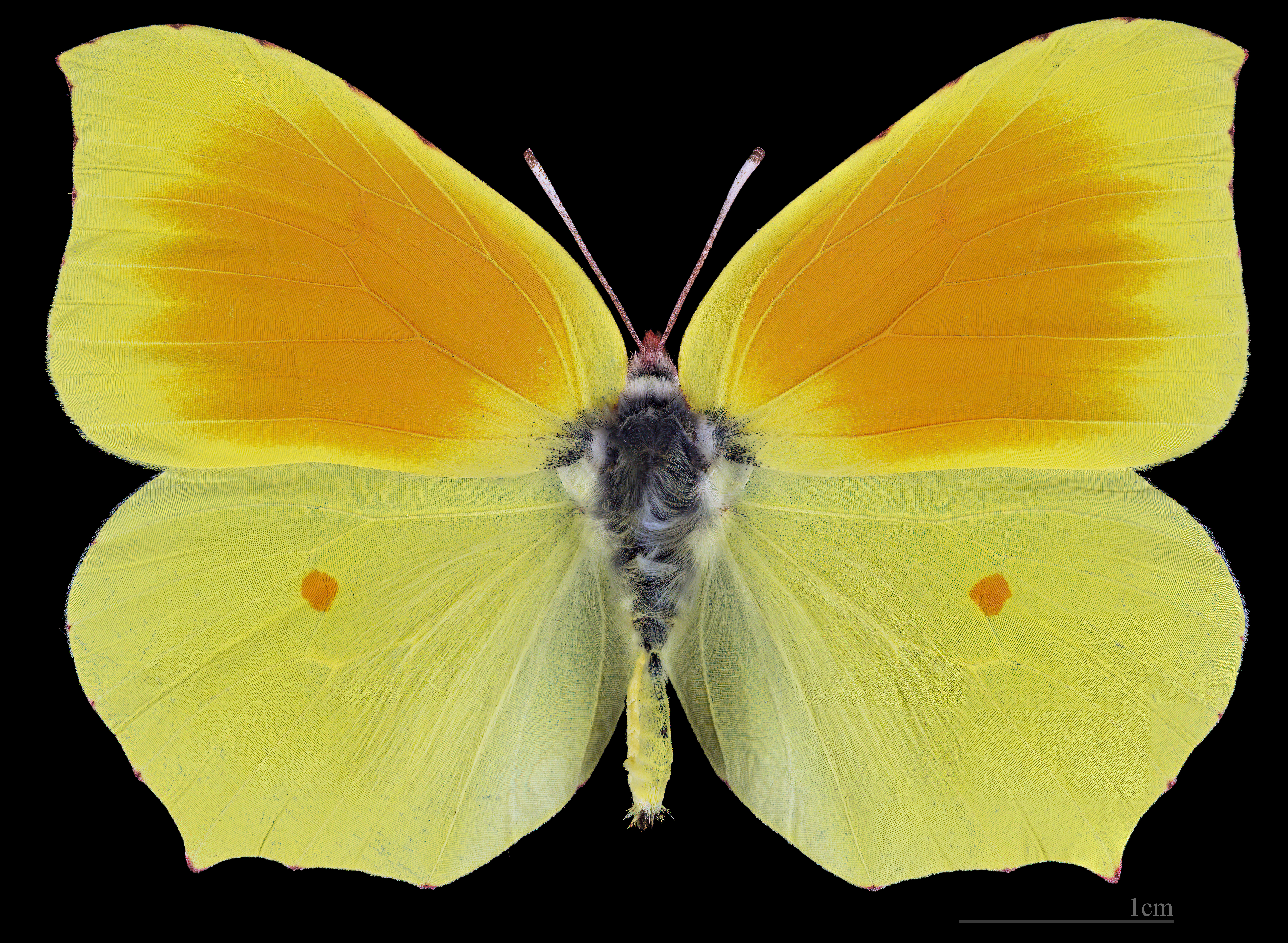
Gonepteryx cleopatra ♂  △MHNT

#### Espèces ressemblantes
Il est très facile de le confondre avec le Citron et la Farineuse dans leur aire de répartition commune.
Les autres piéridés jaunes ont des ailes à bords arrondis alors que celles du Citron, de la Farineuse et du Citron de Provence sont en forme de feuille.

### Chenille
Pondus en début de printemps, les œufs jaunes à vert clair éclosent pour donner des chenilles vertes qui se nymphosent puis l'imago émerge vers juin alors que la génération précédente vole encore.

## Biologie

### Période de vol et hibernation
Il vole dès son éclosion en mai - juin, en deux générations dans le sud de son aire de répartition puis dès les premiers beaux jours du printemps suivant après hibernation.
Le Citron de Provence pratique dans les régions sèches une migration verticale entre le maquis et les sapinières de montagne. Il émerge au printemps en basse altitude puis migre en altitude dans la montagne et y reste les mois d'été pour redescendre à l'automne en basse altitude.

### Plantes hôtes
Les plantes hôtes de sa chenille sont des Rhamnus.

## Écologie et distribution

### Distribution
Gonepteryx cleopatra est présente dans le Sud de l'Europe (péninsule Ibérique, Sud de la France, Italie, côtes de l'Adriatique, Grèce, îles de la Méditerranée), en Macaronésie, en Afrique du Nord, dans le Sud du Caucase et au Moyen-Orient.
Dans plusieurs îles où l'espèce est présente, elle y est représentée par une sous-espèce particulière : G. c. cleobule aux îles Canaries, G. c. palmae à La Palma, G. c. maderensis à Madère, G. c. petronella à Ibiza, G. c. insularis en Crète[réf. nécessaire].
En France métropolitaine, le Citron de Provence est résident dans une trentaine de départements du Midi et en Corse,. Des exemplaires erratiques sont parfois observés au nord de son aire de répartition habituelle.

### Biotopes
Le Citron de Provence occupe les taillis et les bois peu denses jusqu'à 1 800 m.

## Protection
L'espèce n'a pas de statut de protection particulier.[réf. nécessaire]